# Merouana
Merouana (en chaouia: ; Tamerwant) es una ciudad de Argelia en la wilaya de Batna, en el Aurés.

## Datos básicos
La distancia entre Merouana y la sede de la wilaya es de 40 km.
El chaoui y el´árabe son los idiomas de la mayoría de la población.
Mérouana es una de las más antiguas a nivel nacional y la ciudad es la capital de Belezma.
Es conocida también como "La perla de Belezma".

## Geografía
Merouana está situado en la parte norte de la ciudad de Batna, limitada al norte por Ouled Sellam y M'cil, y el noreste de Ain Djasser , y el Oeste y Ras El Aioun N'gaous y Seriana a la este, el sudeste de Batna, al sur de Ain touta. Daira de la Merouana consta de varios Hidoussa, Oued El Ma, Ksar Bellezma y Merouana. 

## Orografía
Las montañas que rodean la ciudad son Merouana Ch'lâlâ (pico de los Cedros), M'staoua y Erefaa, Boughioul, Fakhra, Tikelt, Mothen y Tisras. También está el bosque y llanura Belezma, que es uno de los mayores bosques en Argelia. 
Merouana región es una zona sísmica, donde la existencia de un centro para la prevención de terremoto. En invierno, la nieve cubre las montañas alrededor de Merouana y, a veces, las carreteras están cerradas al tráfico. 

## Historia
Existen evidencias históricas de la ocupación romana del territorio que se remontan a alrededor del año 200 DC, las más antiguas en Ksar Belezma.
La ciudad tomó el nombre de Lamasba y fue una fortaleza militar hasta que fue saqueada por los vándalos. Reconstruida por los bizantinos y se convirtió en una zona militar para los jubilados del ejército bizantino. 
La ciudad fue destruida por los otomanos quienes recogieron el impuesto sobre los residentes de la Aures. Fue nuevamente fundada en 1909 por los europeos para ser utilizada como base militar con el nombre Corneille. 
Fue un bastión de la resistencia anticolonialista.
En 1916 estallaron varias revueltas en la región entre las tribus vecinas lideradas por Ali Musa. Durante la guerra de Argelia en vísperas del 1 de noviembre de 1954 30 ataques fueron perpetrados en la región de Aurés, incluidos Merouana. Varios miembros de la FLN (Frente de Liberación Nacional) cayeron en combate, entre ellos Ali N'meur, Ziza Massika, Arbibey, etc.

## Patrimonio
- Monumento de los Mártires
- La antigua mezquita
- Museo de la Revolución de 1954.
- El Estadio hermanos Ben Sassi
- Fábrica de utensilios de aluminio.
- Fábrica de galletas.
- Grandes proyectos en curso: estación de transporte, hospital psiquiátrico y estudio de proyecto de la carretera que une Merouana y Batna, que incluirá un túnel de 3 km de longitud.

## Población
La población es diversa Chaoui, el Kabyles, etc. La mayoría de la población proviene de las tribus chaoui: [Ayth Fatma], Ayth Hidoussa, Ayth Soltane, Ayth Sellam, etc. 

## Deporte
Merouana tiene un gran equipo deportivo que se creó en 1933, se desempeñó en el campeonato regional. El título del equipo ABM y sus colores son amarillo y negro. 

## Hijos ilustres
- La reina Tazoughert Fatma nació en Merouana en 1544.[1]
- Abdeljabar Derghal fue comandante del Ejército de Liberación Nacional de Argelia.